# Anton Hagedorn

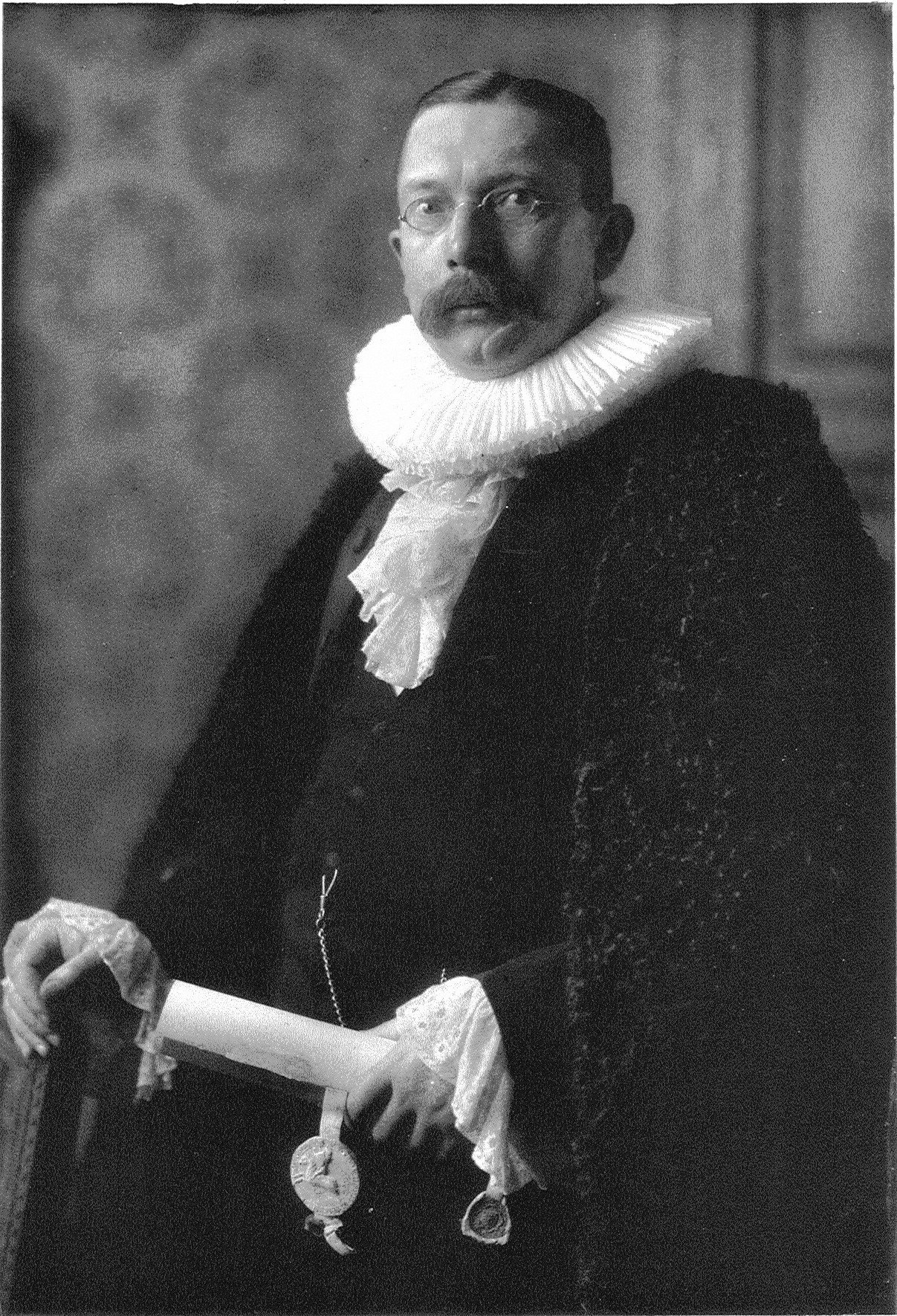
Anton Hagedorn 1905

Anton Bernhard Carl Hagedorn (* 23. April 1856 in Lübeck; † 29. Mai 1932 in Hamburg) war ein deutscher Historiker und Staatsrat.

## Leben und Wirken
Anton Hagedorn war der Sohn eines Beamten, der bei der Lübeck-Büchener Eisenbahn arbeitete. Nach einem Besuch des Lübecker Katharineums, das er zu Ostern 1876 mit dem Abitur abschloss, studierte er ab dem Sommersemester 1876 Theologie an der Universität Erlangen. In Erlangen wurde er im selben Jahr Mitglied der Burschenschaft der Bubenreuther. Er wechselte zu einem Geschichtsstudium und assistierte ab 1877 Leopold von Ranke in Berlin. Ranke beschäftigte sich zu jener Zeit mit dem Werk Weltgeschichte und einer Darstellung der römischen Republik sowie der Kaiserzeit.
1880 promovierte er an der Universität Göttingen über die Verfassungsgeschichte der Stadt Magdeburg zur Zeit der ungebrochenen Herrschaft des Moritzstiftes (bis 1192) und erhielt anschließend eine Stelle im Archiv der Hansestadt Lübeck. Hagedorn wurde Mitarbeiter des Hansischen Geschichtsverein, in dessen Auftrag er Unterlagen für die Weiterführung des Hansischen Urkundenbuchs zusammentragen sollte. Der Archivar besuchte aus diesem Grund über einen längeren Zeitraum verschiedene Archive im In- und Ausland. Im November 1885 erhielt er eine Stelle als Senatssekretär und beaufsichtigte in dieser Position die Senatskanzlei sowie mehrere Kommissionen des Senats.
Im Frühjahr 1891 verstarb Otto Beneke, der in Hamburg unter anderem das Senatsarchiv geleitet hatte. Anton Hagedorn wechselte im März 1891 als Nachfolger Beneckes nach Hamburg. Hier übernahm er die Stelle des Staatsrats und leitete die Senatskanzlei sowie das Staatsarchiv. Hagedorn beschäftigte sich schwerpunktmäßig mit dem Ortswechsel des Archivs in das Hamburger Rathaus. Zudem organisierte er das Archiv neu. Hagedorn sah die Mitwirkung wissenschaftlicher Mitarbeiter als zentrale Aufgabe der Institution und versuchte, die wissenschaftliche Arbeit zu fördern. Zudem engagierte er sich für die Verbesserung der Verwaltung. Während seiner Dienstzeit gelang ihm eine deutliche Aufstockung der Mitarbeiterzahl. Hans Nirrnheim, mit dem Hagedorn eng zusammenarbeitete, bezeichnete die organisatorischen Fähigkeiten Hagedorns als dessen wesentliche Stärke.
Neben der Arbeit im Senatsarchiv besuchte Hagedorn Sitzungen des Hamburger Senats und referierte für verschiedene Bereiche der Verwaltung. Darüber hinaus war er (Mit-)Herausgeber der Hamburgischen und Hansischen Urkundenbücher und publizierte zur hamburgischen Territorialpolitik und die Geschichte der Presse in Hamburg. Er wurde im Jahre 1880 in den Freimaurerbund als Mitglied der Lübecker Freimaurerloge Zur Weltkugel aufgenommen und war von 1919 bis 1927 Großmeister der Großen Loge von Hamburg. Ende 1923 ging Hagedorn in Ruhestand.
Anton Hagedorn war verheiratet mit Helene Marie Friederike, geborene Krahnstöver, mit der er fünf Kinder hatte.